# John Hoyland (écrivain)
 (septembre 2023).
Pour les articles homonymes, voir Hoyland (homonymie).
John Hoyland (1750-1831) est un auteur quaker anglais connu comme écrivain sur le peuple rom.

## Biographie
Hoyland est décrit comme étant «anciennement de York ». Au cours de l'été 1814, il commence à étudier la situation économique des Roms vivant dans les comtés de l'East Midland, du Northamptonshire, du Bedfordshire et du Hertfordshire. En effet, il serait tombé amoureux d'une « gitane aux yeux noirs » ; mais l'affirmation de Walter Simson selon laquelle il l’ai épousé est considérée comme infondée. Menant un travail d'enquête approfondi, il a cherché à attirer l'attention sur le fait que les Roms, selon lui, avaient besoin d'une conversion religieuse ainsi qu’un meilleur niveau de vie. Hoyland a également soutenu leur éducation forcée.
Le 30 août 1831, Hoyland meurt à Northampton.

## Travaux littéraires
Son Résumé de l'histoire du monde depuis la création jusqu'à l'avènement du Messie, publié pour la première fois de manière anonyme en 1812, atteint une troisième édition sous le titre L'accomplissement de la prophétie des Écritures (1823). Il s'agit d'une œuvre euhéméristique, dans laquelle Élie est le prototype de Phaéton, comme la fille de Jephthé l'est d'Iphigénie. Une autre oeuvre, A Historical Survey of the Customs, Habits, and Present State of the Gypsies (Une enquête historique sur les manières et l’état des Roms) publié en 1816 est principalement basé sur la traduction de Matthew Raper du Zigeuner de Heinrich Moritz Gottlieb Grellmann.